# 알리탈리아 익스프레스
알리탈리아 익스프레스(영어: Alitalia Express)는 1997년에 설립되어 2008년에 에어원 시티라이너에 합병된 이탈리아의 항공사로 허브 공항은 밀라노 리나테 공항으로 2008년에 에어원 시티라이너와 통합 후 알리탈리아 시티라이너로 변경했다.

## 보유 기종
| 기종                 | 도입   | 퇴역   |
| -------------------- | ------ | ------ |
| ATR 42-300           | 1996년 | 2007년 |
| ATR 72-200           | 1996년 | 2008년 |
| 엠브라에르 ERJ 145LR | 2000년 | 2008년 |
| 엠브라에르 ERJ 170LR | 2002년 | 2012년 |

## 사진

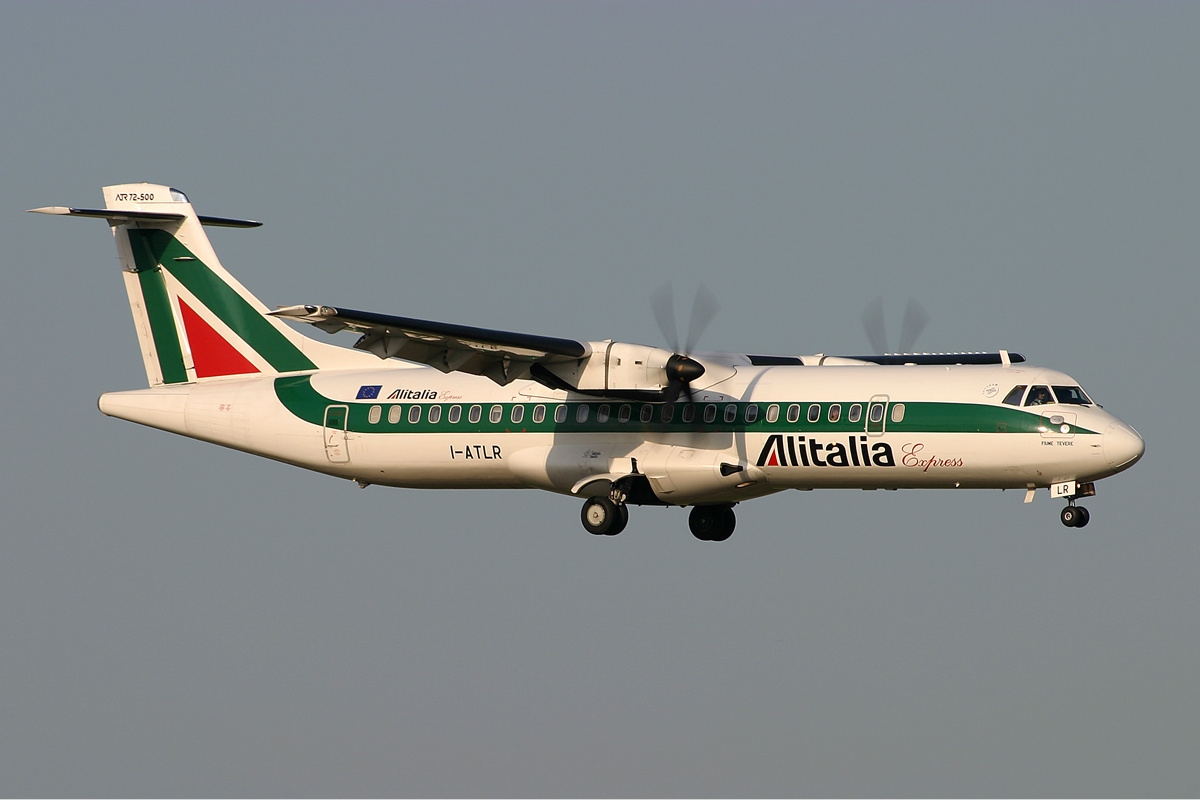
알리탈리아 익스프레스의 ATR 42-300
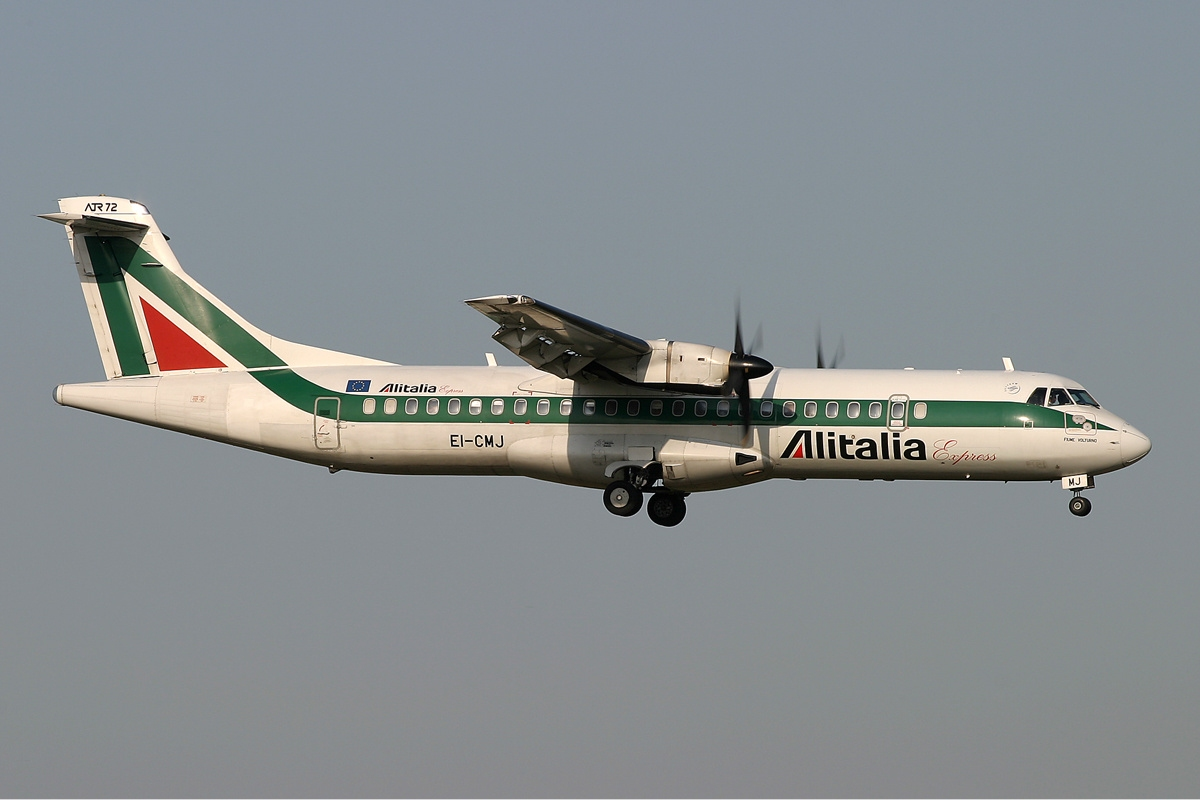
알리탈리아 익스프레스의 ATR 72-200
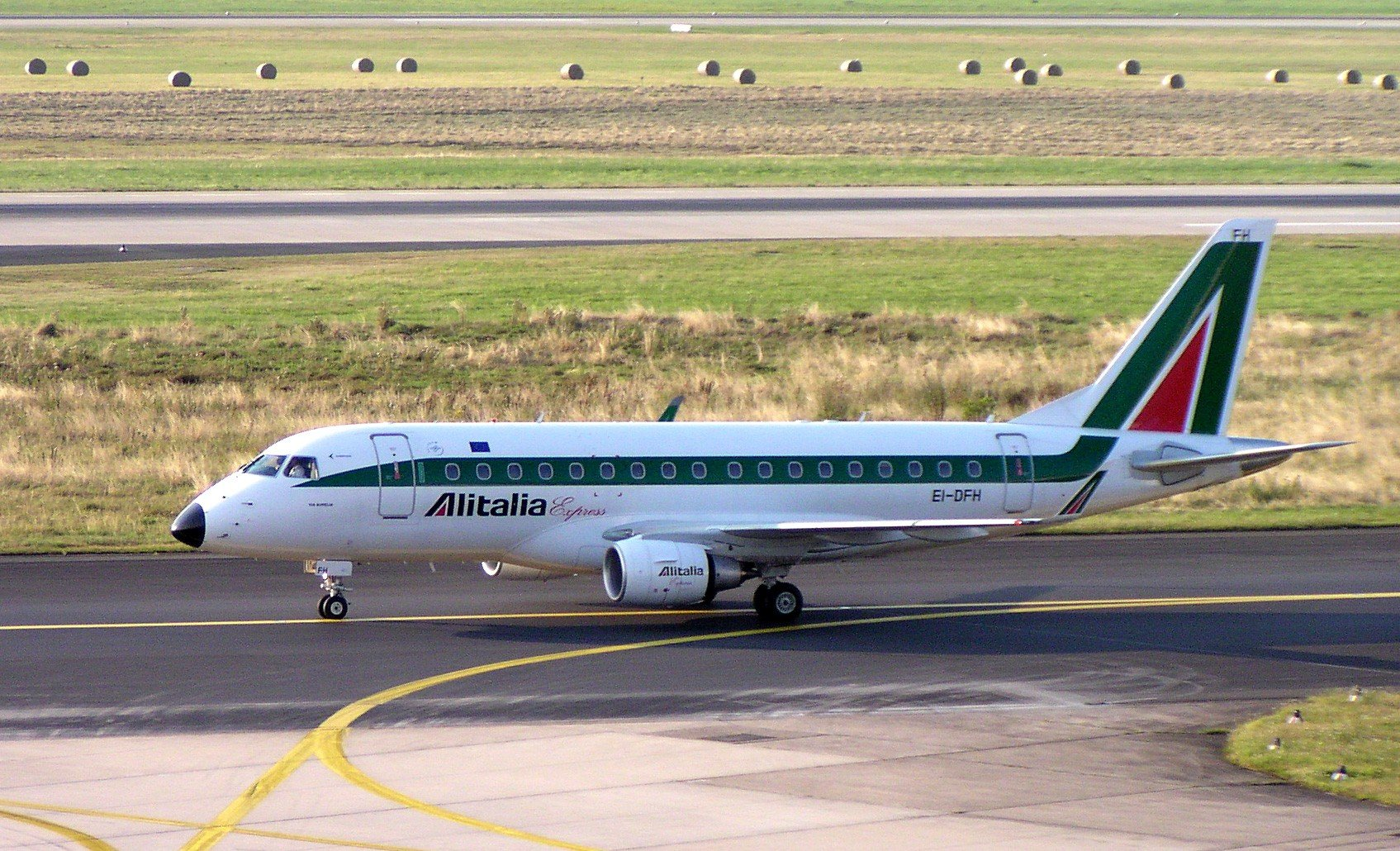
알리탈리아 익스프레스의 엠브라에르 ERJ 170LR